# Lanassa nordenskioeldi
Lanassa nordenskioeldi är en ringmaskart som beskrevs av Anders Johan Malmgren 1866. Lanassa nordenskioeldi ingår i släktet Lanassa, och familjen Terebellidae. Arten är reproducerande i Sverige.